# Poproč (Banská Bystrica)
Poproč é um município da Eslováquia, situado no distrito de Rimavská Sobota, na região de Banská Bystrica. Tem 4,03 km² de área e sua população em 2018 foi estimada em 17 habitantes.

## Demografia
| Ano:        | 1994 | 2004    | 2014 | 2024   |
| ----------- | ---- | ------- | ---- | ------ |
| Broj ljudi: | 36   | 24      | 24   | 23     |
| Razlika:    |      | -33,33% | +0%  | -4,16% |

| Ano:               | 2023 | 2024   |
| ------------------ | ---- | ------ |
| Número de pessoas: | 22   | 23     |
| Diferença:         |      | +4,54% |